# 運営会社 (日本プロ野球)
運営会社（うんえいがいしゃ）とはプロ野球の球団経営を専門とした会社。独立した会社ではあるが、全株を取得して完全子会社にしているところもある。運営会社の筆頭株主がオーナー企業とされ、企業の代表者（代表取締役会長または社長など）がオーナーとして扱われることが多い。またフロントと呼ばれることもある。

## 運営会社の条件
日本プロフェッショナル野球協約によって球団運営会社には下記の条件がある。
- 資本金1億円以上の日本法に基づく株式会社であること（第27条）。ただし、1980年1月1日現在の既存球団については除外される。
- 外国人の持株比率が49％を超えていないこと（第28条）。

## 12球団の運営会社及び役職

### セントラル・リーグ（セ・リーグ）
| 球団名                 | オーナー企業         | 運営会社                     | 出資比率                                                               | オーナー   | 球団社長 | 球団代表 | GM       | その他の役職         |
| ---------------------- | -------------------- | ---------------------------- | ---------------------------------------------------------------------- | ---------- | -------- | -------- | -------- | -------------------- |
| 読売ジャイアンツ       | 読売新聞グループ本社 | 株式会社読売巨人軍           | 読売新聞グループ本社 100%                                              | 山口壽一   | 国松徹   |          |          |                      |
| 東京ヤクルトスワローズ | ヤクルト本社         | 株式会社ヤクルト球団         | ヤクルト本社 80% フジ・メディア・ホールディングス 20%                  | 成田裕     | 林田哲哉 |          | 小川淳司 | 青木宣親(GM特別補佐) |
| 横浜DeNAベイスターズ   | ディー・エヌ・エー   | 株式会社横浜DeNAベイスターズ | ディー・エヌ・エー 97.69% TBSホールディングス 2.31%                    | 南場智子   | 木村洋太 | 萩原龍大 |          |                      |
| 中日ドラゴンズ         | 中日新聞社           | 株式会社中日ドラゴンズ       | 中日新聞社 100%                                                        | 大島宇一郎 | 矢野博也 | 西山和夫 |          |                      |
| 阪神タイガース         | 阪神電気鉄道         | 株式会社阪神タイガース       | 阪神電気鉄道 100%                                                      | 秦雅夫     | 粟井一夫 |          |          | 嶌村聡(球団本部長)   |
| 広島東洋カープ         | マツダ・松田家       | 株式会社広島東洋カープ       | マツダ 34.2% 松田元 20.4% カルピオ 18.5% 松田弘 12.2% 松田勢津子 10.1% | 松田元     | 松田元   |          |          | 鈴木清明(球団本部長) |

### パシフィック・リーグ（パ・リーグ）
| 球団名                       | オーナー企業           | 運営会社                           | 出資比率 | オーナー   | 球団社長 | 球団代表 | GM       | その他の役職       |
| ---------------------------- | ---------------------- | ---------------------------------- | --- | ---------- | -------- | -------- | -------- | ------------------ |
| 北海道日本ハムファイターズ   | 日本ハム               | 株式会社北海道日本ハムファイターズ | 日本ハム 74% 札幌ドーム 北海道新聞 北海道旅客鉄道 北洋銀行 北海道銀行 北海道瓦斯 ホクレン農業協同組合連合会 サッポロビール 札幌商工会議所 | 井川伸久   | 小村勝   | 島田利正 |          | 木田優夫(GM代行)   |
| 東北楽天ゴールデンイーグルス | 楽天グループ           | 株式会社楽天野球団                 | 楽天グループ 100% | 三木谷浩史 | 森井誠之 |          | 石井一久 |                    |
| 埼玉西武ライオンズ           | 西武鉄道               | 株式会社西武ライオンズ             | 西武鉄道 100% | 後藤高志   | 奥村剛   |          |          |                    |
| 千葉ロッテマリーンズ         | ロッテホールディングス | 株式会社千葉ロッテマリーンズ       | ロッテホールディングス 100% | 重光昭夫   | 高坂俊介 |          |          |                    |
| オリックス・バファローズ     | オリックス             | オリックス野球クラブ株式会社       | オリックス 100% | 井上亮     | 湊通夫   |          | 福良淳一 |                    |
| 福岡ソフトバンクホークス     | ソフトバンクグループ   | 福岡ソフトバンクホークス株式会社   | ソフトバンクグループ 100% | 孫正義     | 後藤芳光 |          | 三笠杉彦 | 王貞治(取締役会長) |

## 役職呼称
運営会社の役職は一般的にオーナー、球団社長、球団代表の3つがある。球団によってはメジャーリーグに倣ってGMを置いたり、球団本部長、球団会長など独自の役職を設けているところがある。

### オーナー
オーナーとは球団の筆頭株主で多くの場合は企業が球団の株を取得しているため、代表者（会長、社長など）がオーナーとみなされている。またプロ野球協約の第18条第3項では球団役員を兼ねていないとオーナーを名乗ることができず、巨人のようにオーナー企業のトップとオーナーが異なる場合もある。
なお本業が忙しい場合や体調崩している場合にはオーナー代行を立てることもある。
オーナーはオーナー会議に出席しなければいけないため、必ず置かなければいけないとされている。オーナー代行であってもオーナー会議への出席は認められている。なおオーナー会議ではコミッショナーの選任・球団保有（新規参入）・保有者変更（球団売却）・球団合併などの重要事項を審議する。

### 球団社長
球団の運営会社の長であり、経営を担当している。本社から出向していることが多い。

### 球団代表
球団を代表して実行委員会などの会議に出る者を指す。

### GM
General Managerの略で球団の人事部門の事実上トップ。球団によっては編成部長、球団本部長などともいわれる。メジャーリーグや他のスポーツのような強い権限は持っていない。またかつては「総監督」という名称でGMと同様な職務を行っていたこともある。（三宅大輔、市岡忠男など）